# Real Friends (canção de Camila Cabello)
"Real Friends" é uma canção gravada pela cantora cubana-mexicana Camila Cabello para seu álbum solo de estréia, Camila (2018). Escrito por Cabello, William Walsh, Louis Bell, Brian Lee e seu produtor, Frank Dukes, foi lançada inicialmente como um single promocional com "Never Be the Same" em 7 de dezembro de 2017. "Real Friends" tem uma base de violão acústico. Em suas letras, Cabello reflete sobre sua vida e pede uma amizade sincera. A produção minimalista da música tem elementos de reggae, música latina e tropical. A versão alternativa da música com o músico americano Swae Lee foi lançada em 16 de agosto de 2018 como single promocional do disco.
"Real Friends" foi inspirada no ambiente industrial de Los Angeles, que irritou Cabello quando esta terminava de gravar Camila lá. Acreditava-se que a música era sobre o relacionamento da cantora com seu ex-grupo, Fifth Harmony, quando foi lançada; Cabello negou isso, dizendo que não se referia a ninguém em particular. A faixa foi bem recebida pelos críticos de música, que elogiaram seu som acústico e os vocais de Cabello. "Real Friends" estreou no top 100 de vários países, incluindo Canadá, Holanda, Portugal, Espanha, Bélgica e Irlanda. Embora não tenha aparecido no Billboard Hot 100, ela estreou no número seis na tabela Bubbling Under Hot 100.

## Antecedentes e Lançamento

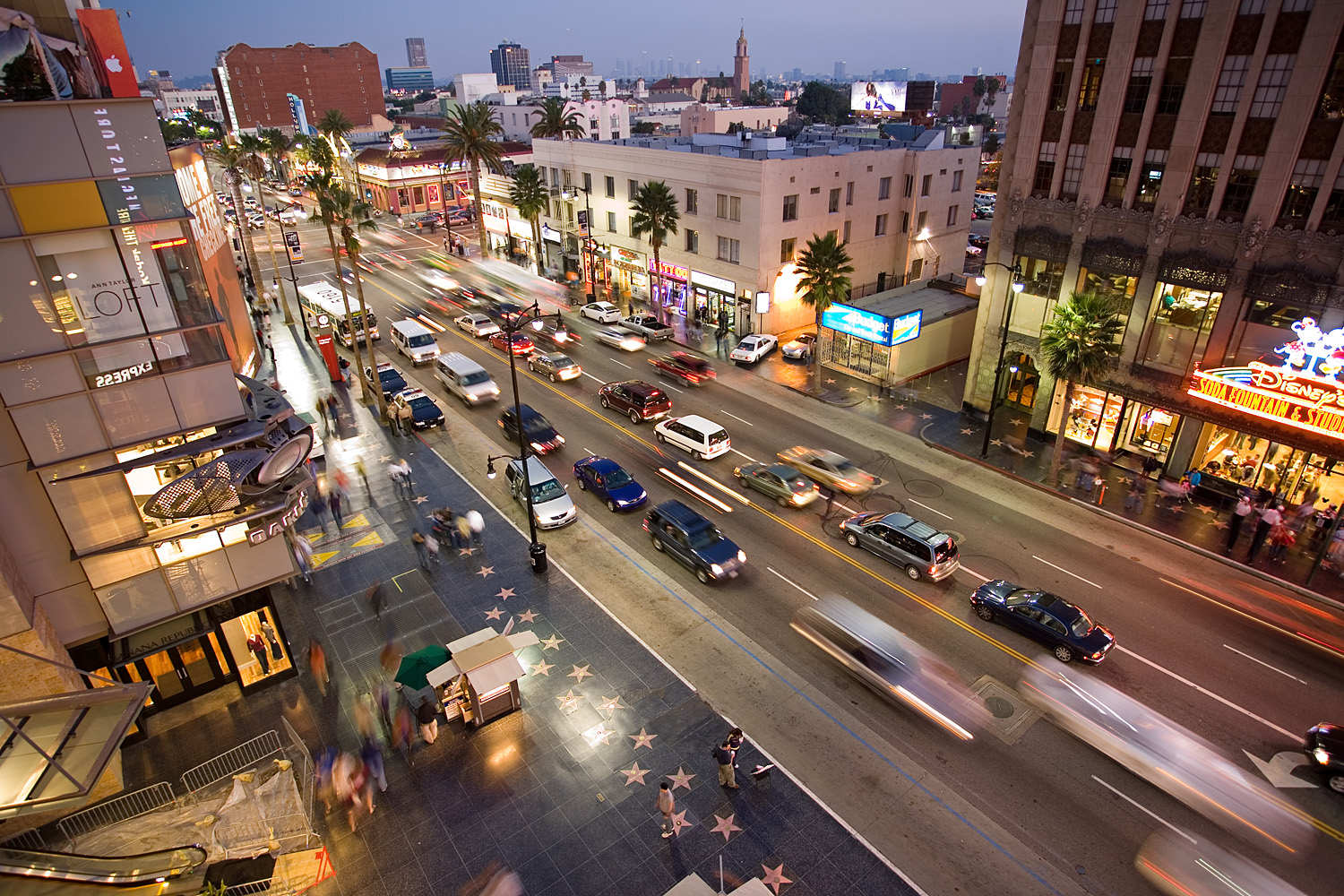
Cabello escreveu "Real Friends" em Los Angeles (o Hollywood Boulevard é retratado), refletindo sobre sua vida, enquanto incomodada com o ambiente da cidade.

"Real Friends" foi escrita por Cabello, Frank Dukes, William Walsh, Louis Bell e Brian Lee, enquanto a produção foi feita por Dukes. Cabello foi motivada a escrever a música quando estava em Los Angeles, terminando seu primeiro álbum solo, Camila (2018). Insatisfeita com a cidade e seu ambiente industrial, ela se sentiu sozinha e desapontada – priorizando o trabalho, sem vida social.
"Real Friends", a última música criada para o álbum, foi gravada no estúdio Electric Feel Recording Studios em West Hollywood por Louis Bell e mixada no MixStar Studios em Virginia Beach, Virgínia por Serban Ghenea e John Hanes. A música foi lançada uma semana após sua gravação com "Never Be the Same" em 7 de dezembro de 2017, como uma faixa de gratificação instantânea para acompanhar as pré-encomendas digitais de Camila. A versão alternativa da música com o músico americano Swae Lee foi lançada em 16 de agosto de 2018.

## Composição e Letras
"Real Friends" é uma canção discreta caracterizada por uma produção minimalista, com um violão como instrumento principal e palmas como percussão. Os versos são cantados suavemente, com Cabello usando seu registro baixo em vez de sua voz de soprano. Nas letras, ela reflete sobre estar cercada de coisas e pessoas negativas, enquanto pede uma amizade honesta. No refrão, Cabello canta: "Eu só estou procurando por alguns amigos de verdade / Tudo que eles fazem é me decepcionar / Toda vez que eu deixo alguém entrar / É quando eu descubro quem eles realmente são". De acordo com Mike Nied, da Idolator, a cantora "lamenta sua capacidade de encontrar companhia verdadeira nas cordas acústicas".
Com duração de três minutos e 33 segundos, a música é influenciada pela música tropical, latina e pelo reggae. De acordo com a partitura publicada pela Sony/ATV Music Publishing no Musicnotes.com, "Real Friends" é composta com a base em Dó menor e definido em tempo comum a um ritmo moderado de 92 batidas por minuto. A voz de Cabello varia entre um mínimo de B♭3 até um máximo de C5, e a música tem uma progressão harmônica Cm7–Fm7–B♭–E♭/D.

### Análise da crítica
"Real Friends" recebeu atenção de várias publicações por suas letras, que se acreditava serem sobre o relacionamento de Cabello com suas ex-companheiras de banda no Fifth Harmony. Sam Warner, da Digital Spy, escreveu que a música poderia ser um ataque sutil ao seu antigo grupo. Alex Petridis do The Guardian analisou as letras, especulando que elas exploraram "as noites passadas se sentindo isolada durante a turnê". Cabello negou a especulação em uma entrevista da Access, dizendo que a música não se referia a ninguém em particular, mas era sobre uma situação ruim pela qual havia passado.
A gravação foi bem recebida pelos críticos de música. Elias Leight, da Rolling Stone descreveu-a como a música mais esparsa de Cabello em comparação com seu trabalho anterior. Para a equipe da Variety, "Real Friends", lembrava "Love Yourself" (2015) do cantor canadense Justin Bieber. A revista descreveu-a ainda como uma "balada suave e esparsa" Jamieson Cox da Pitchfork chamou "Real Friends" e outra balada acústica, "All These Years", de "deslumbrante" em sua resenha de Camila. Sam Lansky da revista Time citou a música e a faixa "sincera", "Consequences", como baladas "bonitas" que mostravam a voz de Cabello.

## Lista de faixas
- Digital download – versão[a][27]

1. "Real Friends" – 3:36

- Digital download – alternative version[2]

1. "Real Friends" (com Swae Lee) – 3:19

## Ficha técnica
Créditos adaptados do encarte de Camila.
Publicação
- Sony/ATV Songs LLC (BMI) O/b/O Sony ATV Music Publishing (UK) Ltd./Maidmetal Limited (PRS)/Milamoon Songs (BMI) // EMI April Music, INC. (ASCAP) O/b/O EMI Music Publishing (PRS)/Nyankingmusic (ASCAP) // EMI April Music, INC./Nyankingmusic/WMMW Publishing (ASCAP) // Warner-Temerlane Publishing Corp. (BMI) O/b/O em si e Songs from the Dongs (BMI)

Gravação
- Gravado no Electric Feel Recording Studios, West Hollywood, Califórnia
- Mixado no MixStar Studios, Virginia Beach, Virgínia
- Masterizado no Mastering Place, Nova Iorque, Nova Iorque

Pessoal
- Camila Cabello – composição, vocais principais
- Swae Lee – vocais convidados (apenas na versão alternativa)[28]
- Frank Dukes – composição, produção, violão
- William Walsh – composição
- Vinylz – produção adicional
- Louis Bell – composição, produção dos vocais, engenharia da gravação
- Brian Lee – composição, violão
- Morning Estrada – engenharia da gravação
- Serban Ghenea – mixagem
- John Hanes – engenharia
- Kevin Peterson – masterização
- Ben Foran – violão[28]

## Desempenho nas tabelas musicais
"Real Friends" entrou nas tabelas em vários países, com base em downloads digitais e números de streaming. Ela estreou no top 100 no Canadá, Holanda, Escócia, Eslováquia e Austrália, chegando ao top 40 em Portugal, Dinamarca, Irlanda e Bélgica. A música não entrou na Billboard Hot 100 nos Estados Unidos, mas estreou no número seis no Bubbling Under Hot 100, uma tabela de componentes listando os melhores singles que ainda não entraram na Hot 100.

### Tabelas musicais da semana
| Tabela musical (2017–18)                        | Melhor posição |
| ----------------------------------------------- | -------------- |
| Austrália (ARIA)                                | 86             |
| Bélgica (Ultratop 50 de Flandres)               | 20             |
| Bélgica (Ultratop 40 de Valônia)                | 34             |
| Canadá (Canadian Hot 100)                       | 60             |
| Dinamarca (Tracklisten)                         | 32             |
| Escócia (Official Charts Company)               | 88             |
| Eslováquia (Singles Digitál Top 100)            | 58             |
| Espanha (PROMUSICAE)                            | 83             |
| Estados Unidos (Bubbling Under Hot 100 Singles) | 6              |
| França (SNEP)                                   | 137            |
| Hungria (Single Top 40)                         | 37             |
| Hungria (Stream Top 40)                         | 27             |
| Irlanda (IRMA)                                  | 39             |
| Malásia (RIM)                                   | 15             |
| Nova Zelândia (RMNZ)                            | 3              |
| Países Baixos (Single Top 100)                  | 64             |
| Portugal (AFP)                                  | 32             |
| República Checa (Rádio Top 100)                 | 59             |
| Suécia (Sverigetopplistan)                      | 1              |

| Tabela musical (2019)   | Melhor posição |
| ----------------------- | -------------- |
| Hungria (Single Top 40) | 37             |
| Irlanda (IRMA)          | 99             |
| Nova Zelândia (RMNZ)    | 12             |

## Certificações
| Região | Certificação | Vendas/distribuição |
| --- | ------------ | ------------------- |
| Austrália (ARIA) | Ouro         | 35,000^             |
| Canadá (Music Canada) | Platina      | 80,000‡             |
| Polônia (ZPAV) | Ouro         | 10,000^             |
| *vendas baseadas apenas na certificação ^distribuições baseadas apenas na certificação ‡vendas+valores de streaming baseados apenas na certificação |              |                     |

## Histórico de lançamento
| Região | Data                  | Formato(s)                 | Versão(ões) | Selo(s)         | Ref.   |
| ------ | --------------------- | -------------------------- | ----------- | --------------- | ------ |
| Várias | 7 de dezembro de 2017 | download digital streaming | Original    | Epic Syco Music | [ 27 ] |
| Várias | 16 de agosto de 2018  | download digital streaming | Remix       | Epic Syco Music | [ 2 ]  |